# Изазов злог бога
Аргумент изазова злог Бога је аргумент против постојања стваралачког Бога.
Изазов злог Бога је мисаони експеримент. Изазов је објаснити зашто би сведобар Бог требао бити вероватнији од свезлог Бога. Он истражује да ли хипотеза да ли Бог може бити зао има симетричне последице за доброг Бога и да ли је вероватније да је Бог добар, зао или да уопште не постоји. Они који напредују са овим изазовом тврде да уколико не постоји задовољавајући одговор на изазов нема разлога да прихватимо да је Бог добар или да може пружити моралне смернице. 